# Самолётное переговорное устройство

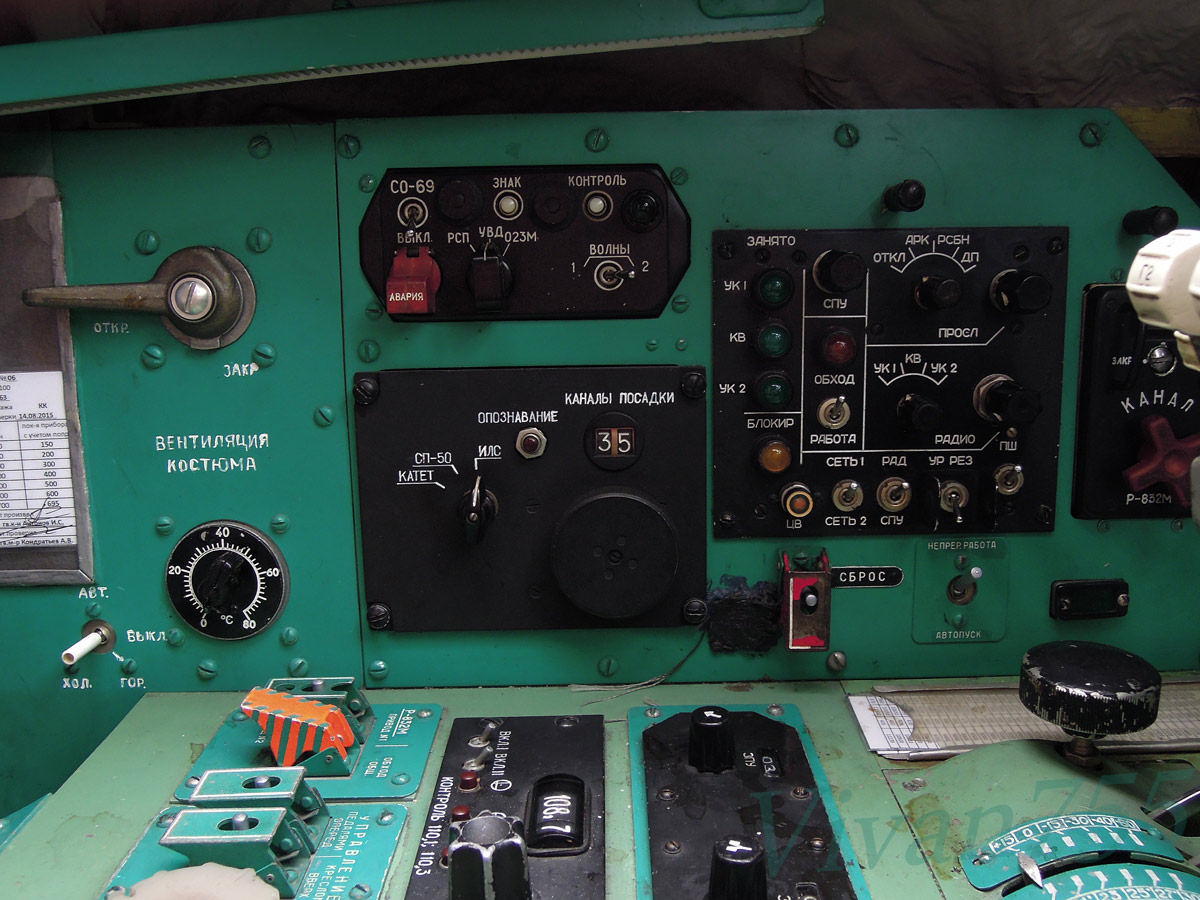
Абонентский аппарат СПУ (справа) командира корабля Ту-95МС, Ту-142МК

Самолётное переговорное устройство (СПУ) — комплекс радиотехнических устройств, предназначенный для связи членов экипажа летательного аппарата между собой, а также через радиостанции с землёй и другими ЛА, для выдачи экипажу звуковой информации от систем ЛА (речевого информатора, радиовысотомера) и т. д. В состав СПУ входят индивидуальные гарнитуры членов экипажа, состоящие из телефонов (наушников) с микрофоном или ларингофоном, абонентские аппараты, предназначенные для выбора источника сигнала (радиостанции, радиокомпаса), усилитель (-и) и другие элементы. Также в пассажирской кабине или кабине сопровождающего для связи с экипажем может устанавливаться телефонная трубка — например, на Ту-154 трубка установлена на последней левой багажной полке в заднем салоне, на Ан-124 две трубки установлены в кабине сопровождающих. 
Абонентский аппарат лётчиков, например, на самолётах ВП (Ту-95МС, Ту-142МК и МР) позволяет прослушивать позывные приводного маяка (через АРК), маяка РСБН или сигналов датчика поля ДП (дозиметра) (поле «ПРОСЛ»), работать с одной из радиостанций (поле «РАДИО»), регулировать громкость прослушивания СПУ и др. Независимо от положения переключателей всегда прослушиваются предупреждающие сигналы (радиовысотомера, АУАСП, РИ-65). Так как СПУ обеспечивает взаимодействие экипажа, оно является важным для безопасного выполнения полёта и поэтому имеет питание как от основных, так и от аварийных источников питания.
Гарнитуры подключаются к самолётной абонентской сети посредством унифицированных разъёмов. В настоящее время применяются два вида разъёмов - для тяжёлой и маломанёвренной авиатехники, где экипаж применяет шлемофоны или гарнитуру, и для скоростных (сверхзвуковых) летательных аппаратов, в которых экипаж экипирован в ЗШ или ГШ, и абонентский разъём расположен на объединённом разъёме коммуникаций на катапультном кресле. Для подключения к СПУ обычных шлемофонов при технических работах существуют специальные переходники.
Абонентская сеть на крупном воздушном судне предусматривает множество точек подключения по всей конструкции летательного аппарата, что требуется при проведении инженерно-техническим составом сложных комплексных работ в составе расчёта. В обязательном порядке имеется точка подключения к СПУ в передней части фюзеляжа, для связи выпускающего техника с экипажем.